# Бранислав Чубрило
Бранислав Чубрило (Наково, 15. децембар 1958) српски је позоришни, телевизијски и филмски глумац. Члан је сталног ансамбла Народног позоришта Кикинда.

## Филмографија
| Год.         | Назив                              | Улога             |
| ------------ | ---------------------------------- | ----------------- |
| 1990.-те     |                                    |                   |
| 1999.        | Ноћ одлуке                         |                   |
| 2000.-те     |                                    |                   |
| 2008.        | Турнеја                            | војник на граници |
| 2009 - 2010. | Јесен стиже, дуњо моја (ТВ серија) | скелеџија         |
| 2010.-те     |                                    |                   |
| 2011.        | Турнеја (ТВ серија)                | војник на граници |
| 2012.        | Јагодићи (ТВ серија)               | управник затвора  |
| 2013.        | Фалсификатор                       | официр            |
| 2013.        | Топ је био врео                    | Јокса             |
| 2016.        | Сумњива лица                       | грађанин          |
| 2019.        | Далеко је Холивуд                  | конобар           |
| 2019.        | Шифра Деспот                       | прота             |
| 2021.        | Црна свадба                        | поп Раде          |
| 2022.        | Нећеш бити сама                    | Борисов отац      |
| 2022.        | Џем од кавијара                    | свештеник         |
| 2022.        | Шетња са лавом                     | психијатар        |
| 2023.        | The Machine                        | руски свештеник   |
| 2023.        | Деца зла                           | пијанац           |